# Nachal Bariach
Nachal Bariach (hebrejsky נחל בריח) je vádí v jižním Izraeli, na pomezí Judských hor (respektive Hebronských hor) a severní části Negevské pouště.
Začíná v nadmořské výšce okolo 500 metrů v kopcovité krajině v pohoří Harej Ira u hory Har Habriach. Směřuje pak k západu, míjí pahorek Tel Ira. Vede skrz rozptýlené beduínské osídlení. Ústí zleva do vádí Nachal Anim.